# Ruy Nedel
Ruy Germano Nedel (Cerro Largo, 5 de junho de 1937) é um político brasileiro. Formado em medicina pela Faculdade Federal de Ciências Médicas, iniciou em 1960 sua carreira profissional como servidor publico na Secretária de Administração do Estado do Rio Grande do Sul, cargo que exerceu até 1966. Entre 1967 e 1970, trabalhou como serventuário da Justiça do Trabalho no Tribunal Regional do Trabalho.
Ruy foi filiado ao MDB até o fim do bipartidarismo, quando ajudou a fundar o Partido do Movimento Democrático Brasileiro (PMDB), em 1980. Exerceu o mandato de deputado federal constituinte entre 1987 e 1991. Na Assembléia Nacional Constituinte, foi titular da Subcomissão dos Negros, Populações Indígenas, Pessoas Deficientes e Minorias, da Comissão da Ordem Social e suplente da Subcomissão de Garantia da Constituição, Reformas e Emendas, da Comissão da Organização Eleitoral, Partidária e Garantia das Instituições. 
Candidatou-se à Câmara dos Deputados pelo Rio Grande do Sul no pleito de novembro de 1982, obtendo a primeira suplência. Em 1985, ocupou a Superintendência Regional do Instituto Nacional de Assistência Médica da Previdência Social (INAMPS), na gestão do ministro Valdir Pires. Esse cargo lhe deu popularidade para eleger-se deputado federal constituinte em novembro de 1986. Durante sua campanha defendeu o cooperativismo, o estabelecimento de um percentual mínimo do orçamento para a área de saúde e o desenvolvimento de tecnologia para a indústria de medicamentos. 
Teve quatro filhos com Ione Borges.
Atualmente é casado com Maria do Carmo Gonçalves com quem nn tem nenhum filho. 
Ruy tem 5 netos Marina, Guilherme, João, Rafael e Victor. 